# 16 de marzo
El 16 de marzo es el 75.º (septuagésimo quinto) día del año en el calendario gregoriano y el 76.º en los años bisiestos. Quedan 290 días para finalizar el año.

## Acontecimientos

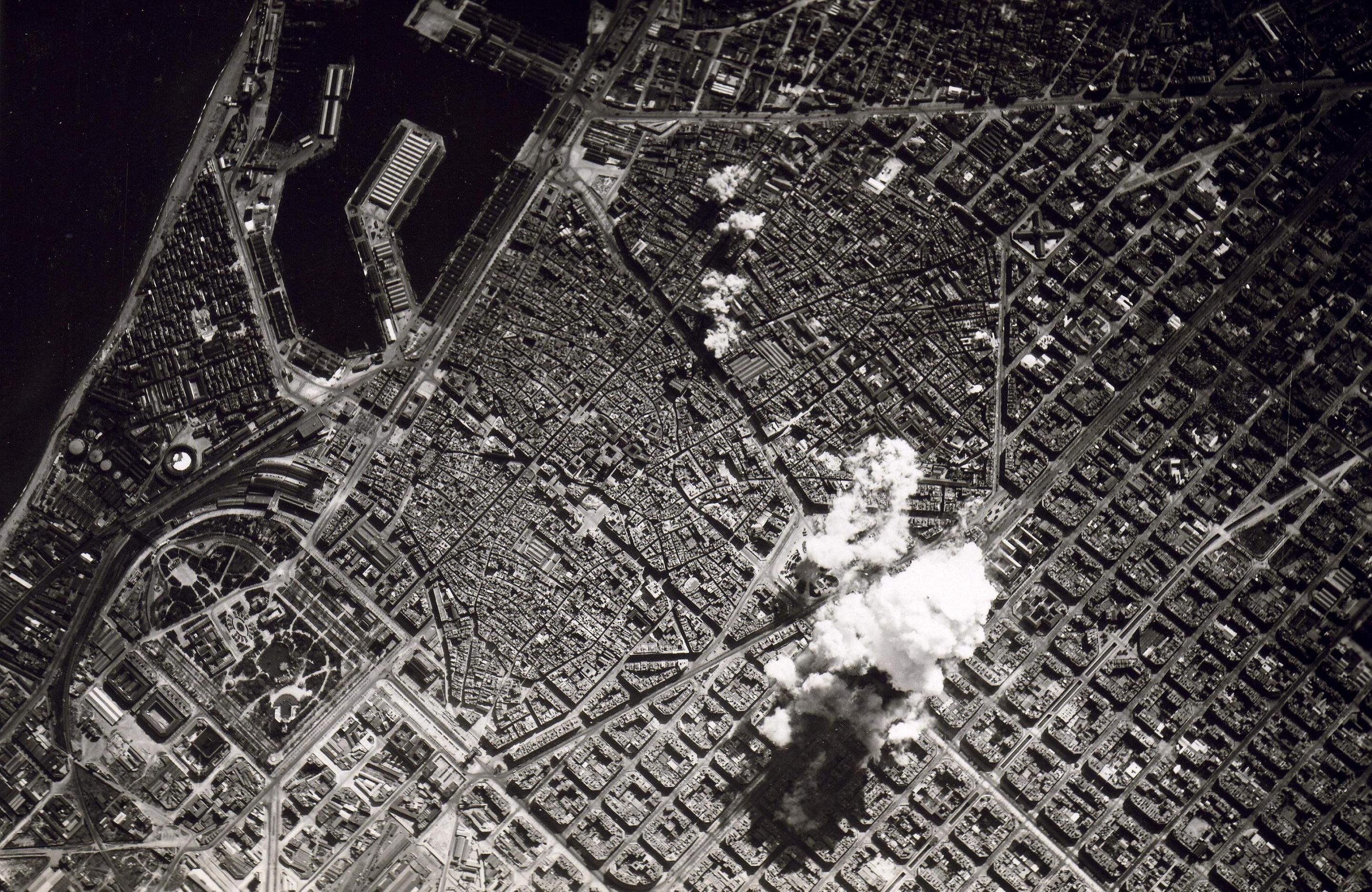
Bombardeos en la capital republicana de Barcelona, a manos de la Aviación legionaria italiana en el margen de la Guerra Civil Española.

- 597 a. C.: los babilonios capturan Jerusalén, y reemplazan a Joaquín por Sedecías como rey.
- 37: en la isla de Capri Italia se registra un terremoto de magnitud 7,0  en la escala de Richter. (Véase Terremotos en la Antigüedad).
- 1190: en York (Inglaterra) comienza la Masacre de York; muchos judíos terminarían suicidándose.
- 1244: en Montsegur (Francia), los cátaros son inmolados en una gran hoguera.
- 1322: en Escocia, en el marco de la Primera Guerra de la Independencia, se libra la batalla de Boroughbridge.
- 1521: Fernando de Magallanes llega a las islas Filipinas, donde morirá un mes después.
- 1621: en la colonia inglesa de Plymouth (Estados Unidos), los colonos reciben la visita del primer indígena mohegan, que los saluda en inglés (que había aprendido de unos pescadores): «¡Bienvenidos, ingleses! Mi nombre es Samoset».
- 1740: en Benidorm se descubre la Virgen del Sufragio.
- 1781: en el Nuevo Reino de Granada (actual Colombia), Manuela Beltrán y un puñado de criollos crean una manifestación multiclasista desde El Socorro hasta la capital (Santa Fe de Bogotá) en contra de los españoles. Conocido como el Movimiento de los Comuneros.
- 1802: en West Point (Nueva York) se funda la academia militar para oficiales.
- 1812: en Argentina se crea el Regimiento de Granaderos a Caballo por el entonces teniente coronel José de San Martín, quien formó el primer escuadrón de dos compañías de la legendaria unidad de caballería.[1]
- 1812: en Argentina, en el Cabildo de Buenos Aires, en la esquina de las actuales calles Moreno y Perú (CABA), Luis José de Chorroarín inaugura la primera biblioteca pública de ese país.[2]
- 1812: en Badajoz se libra la batalla de Badajoz (hasta el 6 de abril), en que las fuerzas británicas y portuguesas sitian y derrotan a los franceses durante la Guerra Peninsular.
- 1817: en Chile el capitán general Bernardo O'Higgins funda la Escuela Militar.
- 1818: en Venezuela, el ejército patriota es derrotado en la tercera batalla de La Puerta.
- 1833: en el Teatro La Fenice (de Venecia) se estrena la ópera Beatrice di Tenda, de Vincenzo Bellini.
- 1878: en Málaga, España el Beato Padre Zegri funda la congregación de Hermanas Mercedarias de la Caridad.
- 1895: en el Teatro de la Zarzuela (de Madrid) se estrena la ópera La Dolores, de Tomás Bretón con libreto de José Feliú y Codina.
- 1916: en Pola de Siero se funda el Club Siero.
- 1935: en la Alemania nazi, Adolf Hitler anuncia el incumplimiento del Tratado de Versalles con la creación de la Wehrmacht (fuerzas armadas).
- 1938: en Barcelona (España), en la guerra civil española el bando del alzamiento nacional procede con tres días de bombardeos aéreos contra la población civil, causando más de mil muertos.
- 1943: en Madrid (España) comienza la Primera Legislatura de las Cortes.
- 1963: en Bali erupciona el monte Agung. Mueren 11 000 personas.
- 1966: Estados Unidos lanza el Gemini 8, el 12.º vuelo tripulado estadounidense y el primero que se acopla con el vehículo Agena.
- 1968: en la guerra de Vietnam, soldados estadounidenses matan a centenares de civiles desarmados (Masacre de My Lai).
- 1969: en Maracaibo (Venezuela) 155 personas mueren cuando un avión DC-9 de Viasa se estrella después de despegar.
- 1976: en el Reino Unido renuncia el primer ministro Harold Wilson, alegando razones personales.
- 1978: en Portsall Rocks, a cinco km de la costa de Bretaña, el supertanque Amoco Cádiz se parte en dos. Produce el quinto derrame de la historia.
- 1988: en Irak se produce el ataque químico a Halabja, produciendo alrededor de 7000 muertos y 10 000 heridos. Los responsables de este ataque fueron Sadam Huseín y el general Alí Hasán al Mayid («Alí el Químico»).
- 1995: en Estados Unidos, el estado de Misisipi fue el último estado en abolir la esclavitud tras ratificar formalmente la Decimotercera Enmienda.
- 1998: en la Ciudad del Vaticano, el papa Juan Pablo II pide perdón por la inactividad y silencio de muchos católicos durante el Holocausto judío.
- 2000: en la ciudad de Nueva York, tres policías acribillan a balazos a un joven inmigrante haitiano sin motivo alguno.
- 2003: Se produce la vigilia más grande de la historia, como parte de las protestas mundiales contra la invasión de Estados Unidos a Irak.
- 2003: en la Franja de Gaza, un soldado israelí aplasta con un bulldozer a la activista estadounidense Rachel Corrie (23), que impedía la demolición de hogares palestinos.
- 2005: Israel oficialmente devuelve Jericó al Estado palestino.
- 2006: la Asamblea General de las Naciones Unidas vota por unanimidad el establecimiento del Consejo de Derechos Humanos.
- 2008: en el Puente Internacional Simón Bolívar (entre Colombia y Venezuela) se celebra el gran recital Paz Sin Fronteras, con la presentación de Juanes, Juan Luis Guerra, Carlos Vives y Juan Fernando Velasco; asisten más de 100 000 personas de ambos países.
- 2008: En la Ciudad de México, una marcha Emo que se realizaba en contra de la discriminación y de la defensa de su ideología, termina en trifulca en contra de las tribus Punk, Metalero y Dark en la conocida Glorieta de Insurgentes. Tuvo que intervenir la policía capitalina y la tribu Hare Krishna para lograr calmar las tensiones generadas. Se reporta saldo blanco sin que se registre detenidos por este enfrentamiento.
- 2010: en el sur de París (Francia), la banda terrorista ETA asesina (por primera vez en su historia) a un gendarme, durante un tiroteo por ambos bandos.[3]
- 2014: En la península de Crimea se lleva a cabo un referéndum para decidir la soberanía de dicha península y si desea ser anexada a la Federación de Rusia.
- 2019: En Argentina, se profesionaliza oficialmente el fútbol femenino.
- 2025: Keith Rowley renunciará como primer ministro de Trinidad y Tobago tras nueve años en el cargo, antes de las elecciones generales de Trinidad y Tobago de 2025.[4][5]

## Nacimientos
- 1399: Xuande, emperador chino (f. 1435).
- 1465: Cunegunda de Habsburgo, aristócrata austríaca (f. 1520).
- 1473: Enrique V de Sajonia-Meissen, aristócrata sajón (f. 1541).
- 1478: Francisco Pizarro, explorador, militar y conquistador español (f. 1541).
- 1581: Pieter Corneliszoon Hooft, poeta, dramaturgo e historiador neerlandés (f. 1647).
- 1585: Gerbrand Bredero, escritor neerlandés (f. 1618).
- 1609: Agostino Mitelli, pintor italiano (f. 1660).
- 1634: Madame de La Fayette, escritora francesa (f. 1693).
- 1687: Sofía Dorotea de Hannover, reina prusiana (f. 1757).
- 1721: Tobias Smollett, escritor y traductor británico (f. 1771).
- 1750: Caroline Herschel, astrónoma británica de origen alemán (f. 1848).

- 1751: James Madison, político estadounidense y 4.º presidente desde 1809 hasta 1817 (f. 1836).James Madison.

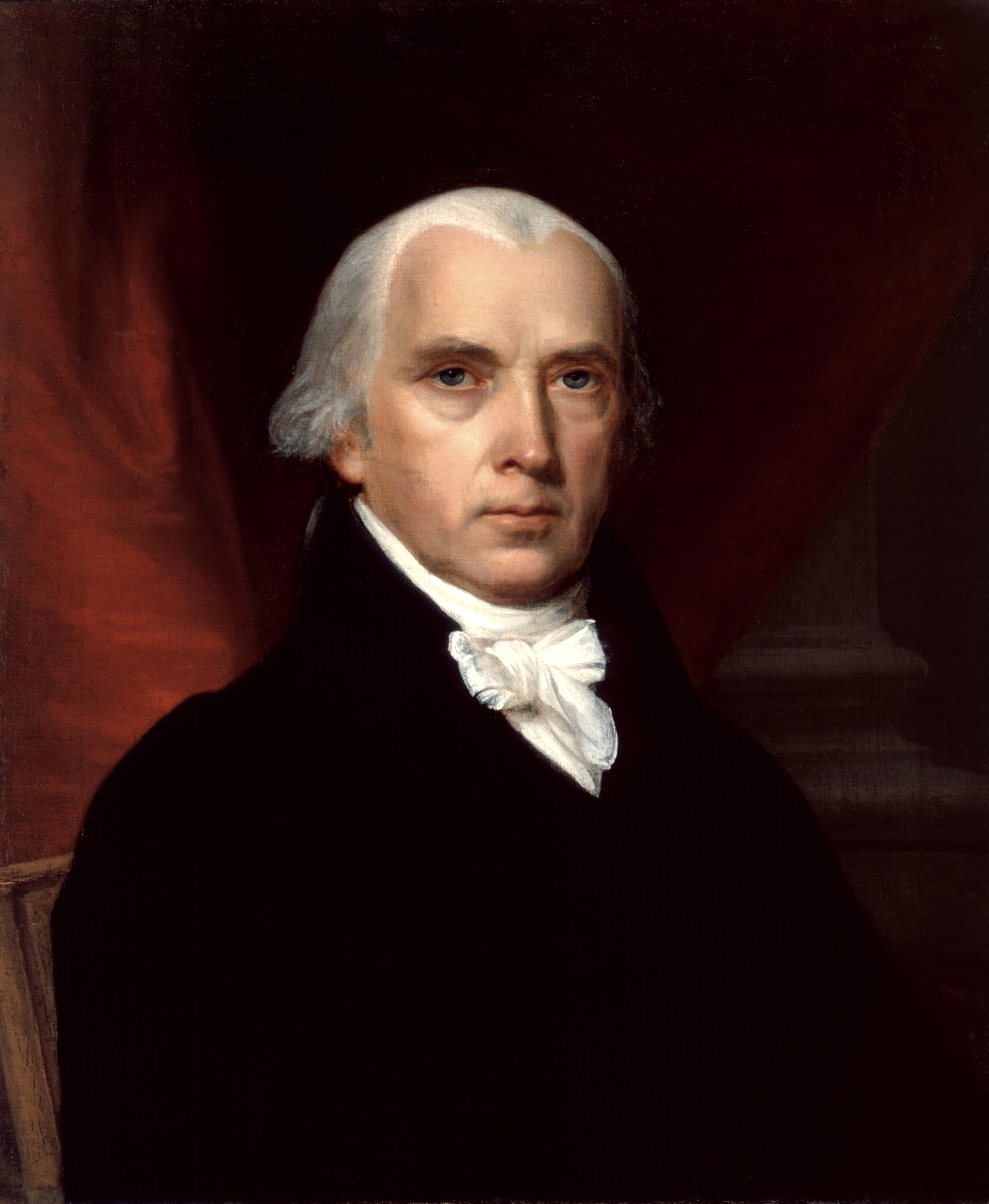
James Madison.

- 1756: Jean-Baptiste Carrier, revolucionario francés (f. 1794).
- 1771: Antoine-Jean Gros, pintor francés (f. 1835).
- 1773: Juan Ramón Balcarce, político y líder militar argentino (f. 1836).
- 1774: Matthew Flinders, navegante y cartógrafo británico (f. 1814).
- 1789: Georg Simon Ohm, físico alemán (f. 1854).
- 1792: José Dolores Estrada Vado, militar y héroe nacional nicaragüense (f. 1869).
- 1794: Ami Boué, geólogo y etnógrafo austríaco (f. 1881).
- 1799: Anna Atkins, botánica y fotógrafa inglesa (f. 1871).
- 1800: Ninkō, emperador japonés (f. 1846).
- 1819: José Maria da Silva Paranhos, político brasileño (f. 1880).
- 1822: Rosa Bonheur, pintora y escultora francesa (f. 1899).
- 1822: John Pope, general estadounidense (f. 1892).

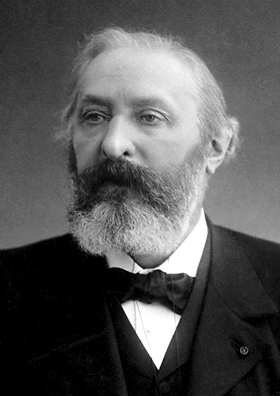
Sully Prudhomme.

- 1839: Sully Prudhomme, poeta francés, premio nobel de literatura en 1901 (f. 1907).
- 1846: Gösta Mittag-Leffler, matemático sueco (f. 1927).
- 1849: Joaquín María Arnau Miramón, arquitecto español (f. 1906).
- 1851: Martinus Beijerinck, microbiólogo y botánico neerlandés (f. 1931).
- 1870: Otto Vernon Darbishire, botánico británico (f. 1934).
- 1877: Eleanor Fitzgerald, editora y actriz estadounidense (f. 1955).
- 1878: Henry B. Walthall, actor estadounidense (f. 1936).
- 1878: Reza Shah, sah iraní entre 1925 y 1941 (f. 1944).
- 1881: Pierre Paulus, pintor francés (f. 1959).
- 1884: Harrison Ford, actor estadounidense del cine mudo (f. 1957).
- 1884: Aleksandr Beliáyev, escritor ruso de ciencia ficción (f. 1942).
- 1889: Reggie Walker, atleta surafricano (f. 1951).
- 1890: Solomon Mikhoels, director de teatro y actor ruso (f. 1948).
- 1890: Lelio Zeno, médico traumatólogo argentino (f. 1968).

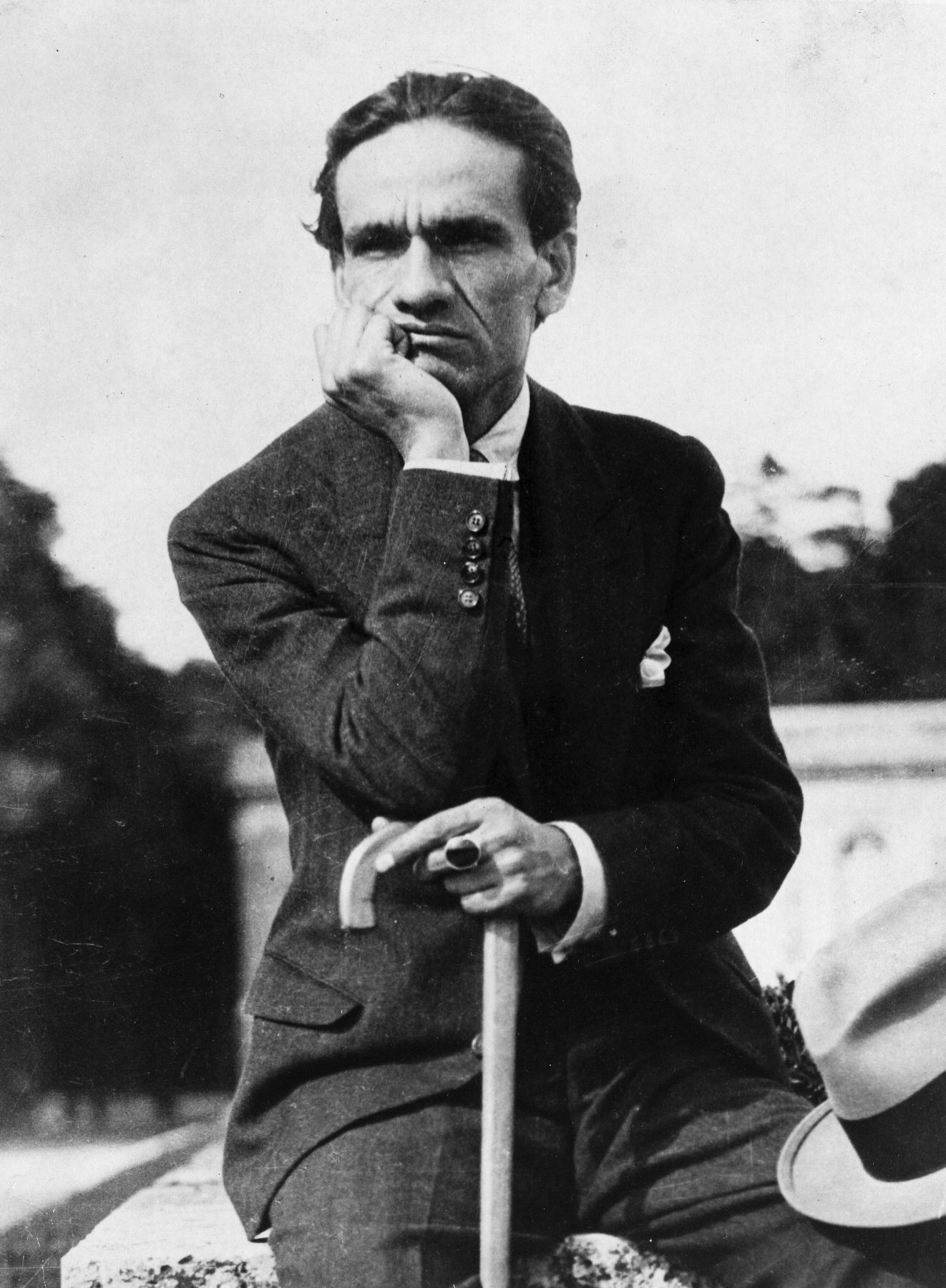
César Vallejo.

- 1892: César Vallejo, poeta peruano (f. 1938).
- 1897: Conrad Nagel, actor estadounidense (f. 1970).
- 1899: Anselmo Alliegro y Milá, político cubano (f. 1961).
- 1906: Francisco Ayala, escritor español (f. 2009).
- 1907: Luis de Carlos, empresario español, presidente del club de fútbol Real Madrid (f. 1994).
- 1907: José María Otero de Navascués, físico español (f. 1983).
- 1908: René Daumal, escritor francés (f. 1944).
- 1908: Robert Rossen, cineasta estadounidense (f. 1966).Josef Mengele

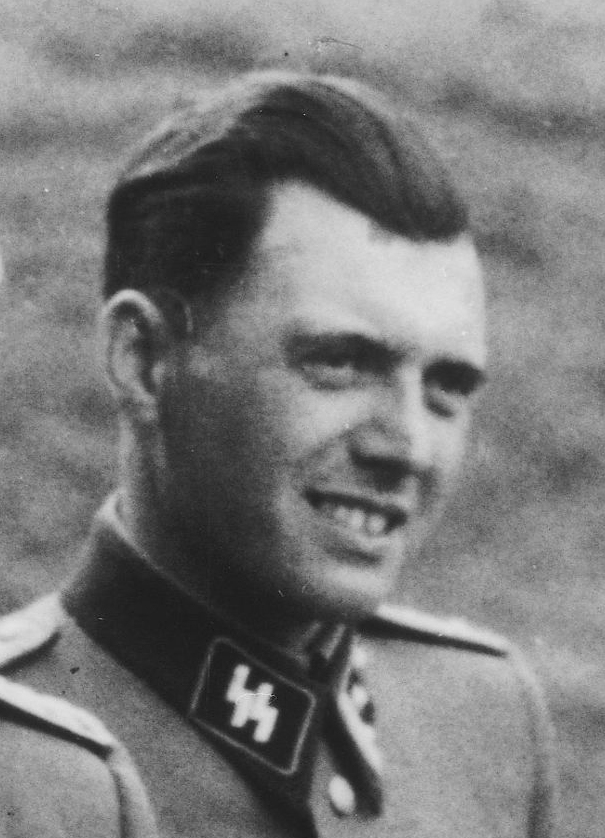
Josef Mengele

- 1911: Josef Mengele, médico alemán nazi (f. 1979).
- 1912: Pat Nixon, primera dama estadounidense (f. 1993).
- 1916: Niní Gambier, actriz argentina (f. 1999).
- 1916: Mercedes McCambridge, actriz estadounidense (f. 2004).
- 1916: Tsutomu Yamaguchi, ingeniero japonés, testigo y única víctima oficialmente reconocida de las dos bombas nucleares de Hiroshima y Nagasaki (f. 2010).
- 1918: Frederick Reines, físico estadounidense, premio nobel de física en 1995 (f. 1998).
- 1920: John Addison, compositor británico (f. 1998).
- 1920: Alberto Cañas Escalante, político y escritor costarricense (f. 2014).
- 1920: Tonino Guerra, escritor y guionista italiano (f. 2012).
- 1920: Traudl Junge, secretaria personal de Adolf Hitler (f. 2002).
- 1921: Donald M. Kendall, empresario estadounidense (f. 2020).
- 1923: Fahd bin Abdelaziz, rey árabe (f. 2005).
- 1923: Fernando Santos, actor español (f. 1993).
- 1923: Heinz Wallberg, director de orquesta alemán (f. 2004)
- 1925: Luis Ernesto Miramontes, químico mexicano (f. 2004).
- 1925: Raúl Sendic, procurador y político uruguayo (f. 1989).
- 1926: Jerry Lewis, actor, cineasta y comediante estadounidense. (f. 2017)
- 1926: Else Granheim, bibliotecaria y funcionaria noruega (f. 1999)
- 1927: Vladímir Mijáilovich Komarov, cosmonauta soviético (f. 1967).
- 1928: Ramón Barce, compositor y filósofo español (f. 2008).
- 1928: Karlheinz Böhm, actor austríaco (f. 2014).
- 1928: Christa Ludwig, mezzosoprano alemana (f. 2021).
- 1930: Tommy Flanagan, pianista estadounidense de jazz (f. 2001).
- 1931: Augusto Boal, dramaturgo, escritor y director de teatro brasileño (f. 2009)
- 1932: Walter Cunningham, astronauta estadounidense (f. 2023)
- 1933: Teresa Berganza, soprano española (f. 2022).
- 1934: Ramon John Hnatyshyn, político canadiense (f. 2002).
- 1935: Pepe Cáceres, torero colombiano (f. 1987).
- 1935: Peter de Klerk, piloto de automovilismo sudafricano (f. 2015).
- 1937: Amos Tversky, psicólogo israelí, pionero de la ciencia cognitiva (f. 1996).
- 1938: Carlos Salvador Bilardo, futbolista, entrenador, médico y periodista argentino.Carlos Salvador Bilardo

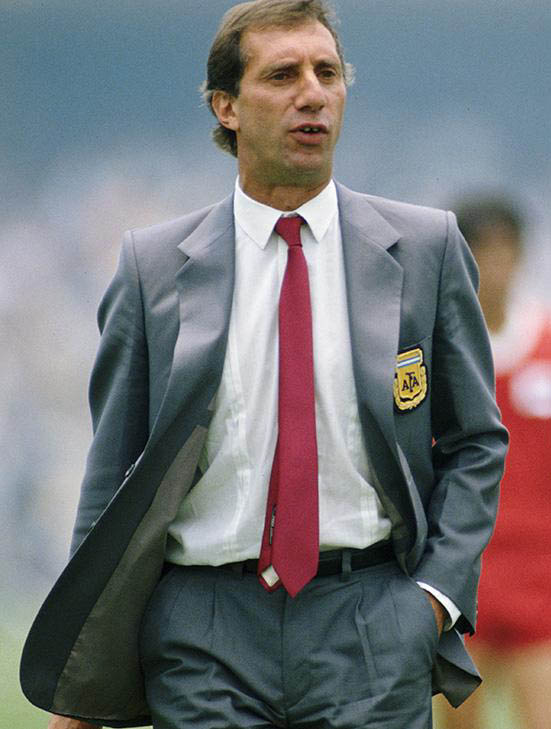
Carlos Salvador Bilardo

- 1941: Bernardo Bertolucci, cineasta italiano (f. 2018).
- 1941: Carlos Giménez, historietista español.
- 1941: Diego Fernández de Cevallos, abogado y político mexicano.
- 1941: Manuel Torreiglesias, presentador de televisión español.
- 1942: Carmen Iglesias, historiadora española.
- 1942: Jerry Jeff Walker, cantautor estadounidense de música country (f. 2020).
- 1943: Maruja Torres, escritora española.
- 1944: Julio César Iglesias, periodista español.
- 1948: Michael Bruce, guitarrista estadounidense.
- 1948: José Antonio García Belaúnde, diplomático y político peruano (f. 2025).
- 1948: Margaret Weis, escritora estadounidense.
- 1949: Sergio Denis, cantautor argentino (f. 2020).
- 1949: Erik Estrada, actor estadounidense.
- 1949: Victor Garber, actor canadiense.
- 1950: Kate Nelligan, actriz canadiense.
- 1953: Richard Stallman, programador informático estadounidense.
- 1953: Isabelle Huppert, actriz francesa.
- 1953: Óscar Ramírez Durand, terrorista peruano.
- 1954: Mónica Mayer,  artista feminista y crítica de arte mexicana.
- 1954: Nancy Wilson, guitarrista estadounidense, de la banda Heart.
- 1955: Bruno Barreto, cineasta brasileño.
- 1955: Ricardo Canaletti, periodista y escritor argentino.
- 1958: Bipin Rawat, militar indio (f. 2021).
- 1958: Jorge Ramos Ávalos, presentador de televisión mexicano.
- 1959: Flavor Flav, rapero estadounidense, de la banda Public Enemy.
- 1959: Jens Stoltenberg, secretario general de la OTAN.
- 1960: Ricardo Quintela, político argentino, Gobernador de La Rioja desde 2019.
- 1963: Jimmy DeGrasso, baterista estadounidense, de las bandas Megadeth y Ministry.
- 1963: Estela Golovchenko, dramaturga, actriz y directora de teatro uruguaya.
- 1963: Jerome Flynn, actor británico.
- 1964: Gore Verbinski, cineasta estadounidense.
- 1964: Pascal Richard, ciclista suizo.
- 1965:
  - Mark Carney, economista y político canadiense, Primer ministro de Canadá desde 2025.
  - Belén Rueda, actriz española.
- 1967: Lauren Graham, actriz estadounidense.
- 1968: David MacMillan, químico británico-estadounidense, Premio Nobel de Química 2021.
- 1970: Rafa Pascual, voleibolista español.
- 1971: Alan Tudyk, actor estadounidense.
- 1971: Hernán Casciari, escritor argentino.
- 1973: Gerardo Alfaro, periodista y conductor de radio y televisión mexicano (f. 2007).
- 1973: Naky Soto, escritora venezolana.
- 1973: Rodrigo Vidal, actor mexicano.
- 1975: Luciano Castro, actor argentino.
- 1975: Sienna Guillory, actriz británica.
- 1976: Blu Cantrell, cantautora estadounidense.
- 1976: Abraham Núñez, infielder dominicano.
- 1976: Zhu Chen, ajedrecista china.
- 1976: Kenji Nojima, actor de voz, cantante y narrador japonés.
- 1976: Alekséi Tsydénov, político ruso, actual presidente de la República de Buriatia.
- 1976:  Paul Schneider, actor estadounidense.
- 1977: Mónica Cruz, actriz y bailarina española.
- 1977: Alyson Kiperman, actriz estadounidense.
- 1977: Ismael La Rosa, actor peruano.
- 1977: Hiroki Yasumoto, actor de voz japonés.
- 1978: Juan Cabandié, político argentino.
- 1979: Marcela Mar, actriz y modelo colombiana.
- 1979: Édison Méndez, futbolista ecuatoriano.
- 1979: Leena Peisa, música y tecladista finlandesa, de la banda Lordi.
- 1979: Adriana Fonseca, actriz mexicana.
- 1980: Felipe Reyes, baloncestista español.
- 1982: Brian Wilson, beisbolista estadounidense.
- 1984: Aisling Bea, actriz irlandesa.
- 1984: Elisa Camporese, futbolista italiana.
- 1985: Eddy Lover, cantautor panameño.

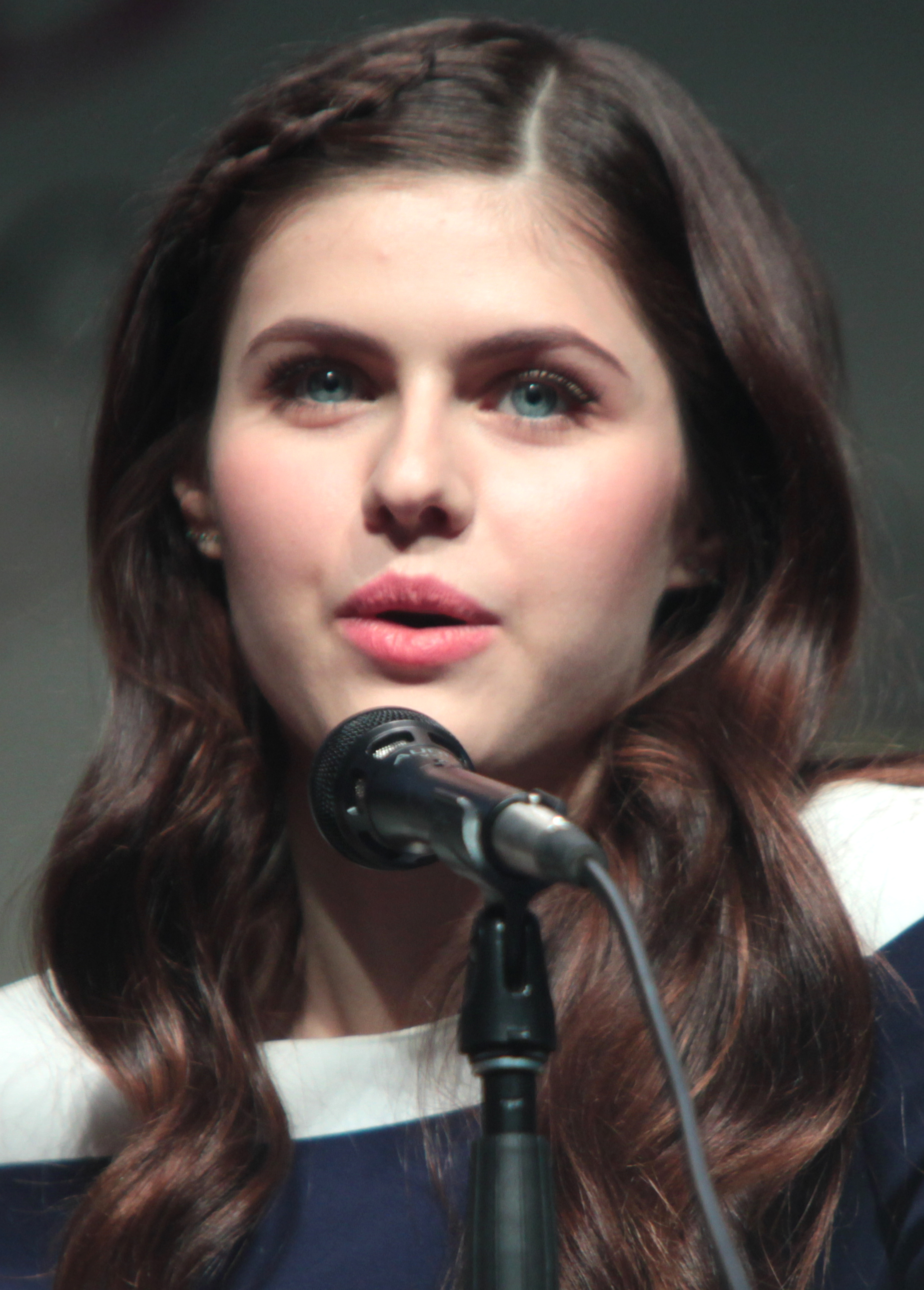
Alexandra Daddario

- 1986: Alexandra Daddario, actriz estadounidense.
- 1986: Ken Doane, luchador profesional estadounidense.
- 1986: Ricardo de Burgos Bengoetxea, árbitro de fútbol español.
- 1988: Jhené Aiko, cantante y compositora estadounidense.
- 1988: Agustín Marchesín, futbolista argentino.
- 1989: Blake Griffin, baloncestista estadounidense.
- 1989: Theo Walcott, futbolista británico.
- 1991: Carlos Auzqui, futbolista argentino.
- 1991: Elizabeth Mosquera, modelo venezolana.
- 1991: Wolfgang Van Halen, guitarrista estadounidense.
- 1992: Brett Davern, actor estadounidense.
- 1994: Camilo cantautor y músico colombiano.
- 1995: Michele Somma, futbolista italiano.
- 1996: Ajiona Alexus, actriz estadounidense.
- 1996: Nicholas Hamilton, futbolista jamaicano.
- 1996: Dejan Milosavljev, balonmanista serbio.
- 1996: Roldani Baldwin, beisbolista dominicano.
- 1996: Yerko Muñoz, futbolista chileno.
- 1996: Berny Burke, futbolista costarricense.
- 1996: Jonas Bokeloh, ciclista alemán.
- 1996: Devante Parker, futbolista alemán.
- 1996: Yohei Takaoka, futbolista japonés.
- 1996: Marcos Siebert, piloto de automovilismo argentino.
- 1996: Tsend-Ochiryn Tsogtbaatar, judoca mongol.
- 1996: Erich Hernández, futbolista mexicano.
- 1996: Hisui Haza, futbolista japonesa.
- 1997: Fede San Emeterio, futbolista español.
- 1997: Borja San Emeterio, futbolista español.
- 1997: Brandonn Almeida, nadador brasileño.
- 1997: Dario Cavaliere, esgrimidor italiano.
- 1997: Miriam Vece, ciclista italiana.
- 1997: Xande Silva, futbolista portugués.
- 1997: Tyrel Jackson Williams, actor estadounidense.
- 1997: Florian Neuhaus, futbolista alemán.
- 1997: Dominic Calvert-Lewin, futbolista británico.
- 1997: Shamar Nicholson, futbolista jamaicano.
- 1997: Yair Jaén, futbolista panameño.
- 1997: Xavier Cañellas, ciclista español.
- 1997: Tamas Grossmann, piragüista alemán.
- 1998: Marco Friedl, futbolista austriaco.
- 1998: Martin Hongla, futbolista camerunés.
- 1998: Miguel Acosta Mateos, futbolista español.
- 1998: Francisco Balanta, yudoca colombiano.
- 1998: Harold Balanta, futbolista colombiano.
- 1999: Vladimir Guerrero Jr., beisbolista dominicano.
- 1999: Jordi Mboula, futbolista español.
- 1999: Amilia Onyx, actriz pornográfica y modelo erótica estadounidense.
- 1999: Joseph Brier, atleta británico.
- 1999: Lazar Carević, futbolista montenegrino.
- 1999: Leandro Díaz Parra, futbolista chileno.
- 1999: Pol Retamal, atleta español.
- 1999: Novica Eraković, futbolista montenegrino.
- 2000: Jalen Smith, baloncestista estadounidense.
- 2000: Isaiah Parente, futbolista estadounidense.
- 2000: Julian Köster, balonmanista alemán.
- 2000: Luo Yizhou, actor, cantante y bailarín chino.
- 2002: Isabelle Allen, actriz británica.
- 2002: Arnaud De Lie, ciclista belga.
- 2003: Jacopo Fazzini, futbolista italiano.
- 2004: Adam Griger, futbolista eslovaco.
- 2005: Silvano Vos, futbolista neerlandés.

## Fallecimientos
- 37: Tiberio, emperador romano (n. 42 a. C.).
- 455: Valentiniano III, emperador romano (n. 419).
- 1021: Heriberto de Colonia, santo de la Iglesia Católica (n. 970).
- 1185: Balduino IV, rey de Jerusalén (n. 1161).
- 1279: Juana de Danmartin, reina consorte de Castilla, condesa de Ponthieu y Montreuil (n. c. 1220).
- 1410: Juan Beaufort, almirante y político franco-inglés (n. 1373).
- 1485: Anne Neville, aristócrata inglesa, esposa del rey Richard III (n. 1456).
- 1520: Martin Waldseemüller,  geógrafo y cartógrafo alemán (n. 1470).
- 1621: Benkos Biohó, líder de los esclavos cimarrones en San Basilio de Palenque, Colombia.
- 1670: Johann Rudolph Glauber, químico y farmacólogo alemán (n. 1604).
- 1736: Giovanni Battista Pergolesi, músico italiano (n. 1710).
- 1738: George Bähr, arquitecto alemán (n. 1666).

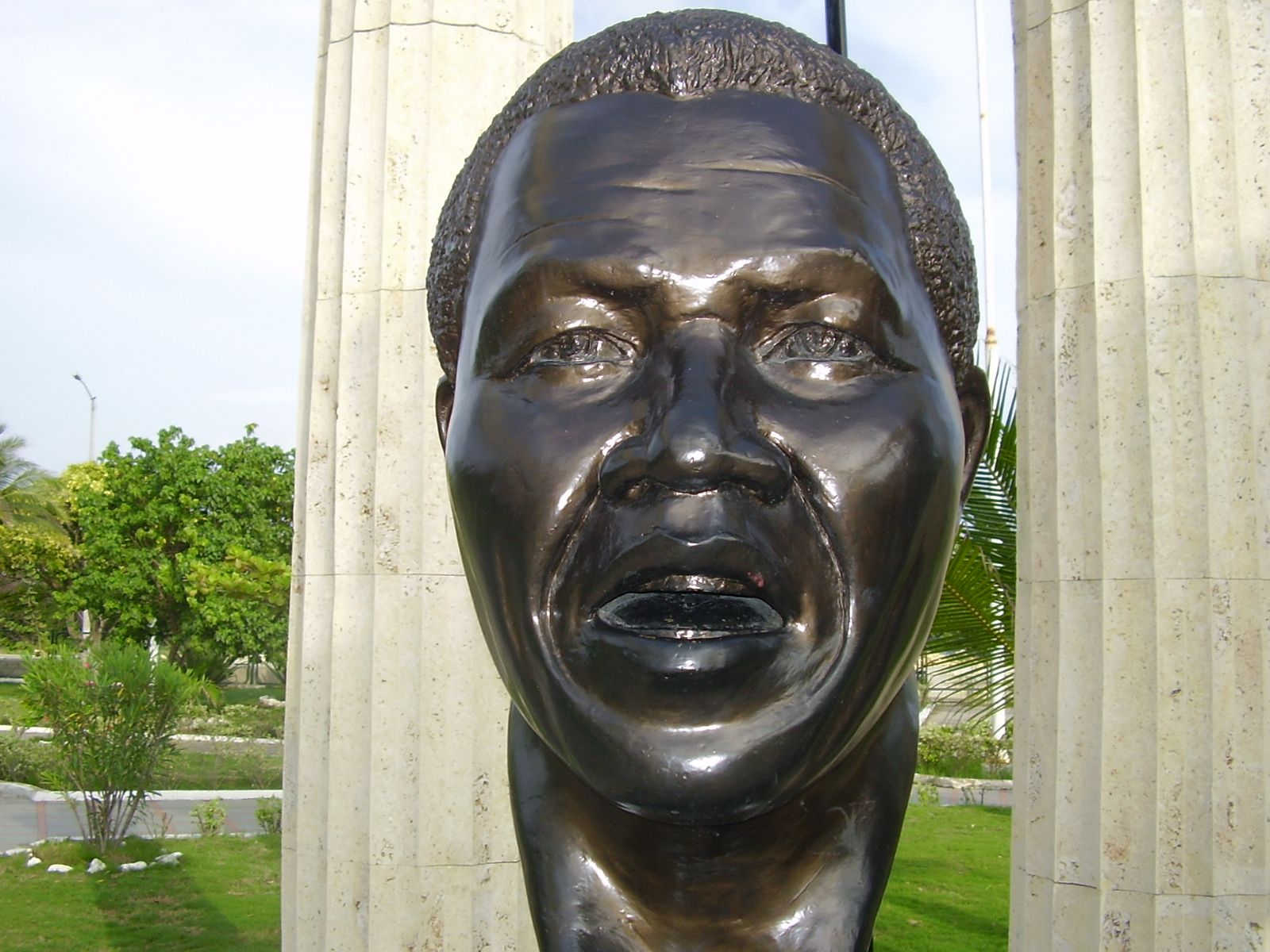
Benkos Biohó.

- 1797: Juan Pablo Forner, escritor español (n. 1756).
- 1829: Diego Muñoz-Torrero, sacerdote y político español (n. 1761).
- 1898: Aubrey Beardsley, ilustrador británico (n. 1872).
- 1903: Roy Bean, asesino, «juez» del Oeste y contrabandista estadounidense (n. 1825).
- 1914: Charles Albert Gobat, político suizo, premio Nobel de la Paz en 1902 (n. 1843).
- 1914: John Murray (oceanógrafo), fue un pionero oceanógrafo británico nacido en Canadá, un biólogo marino, y limnólogo. (n. 1841).
- 1924: Ignacio Silva Ureta, político chileno (n. 1837).
- 1925: August von Wassermann, bacteriólogo alemán (n. 1866).
- 1930: Miguel Primo de Rivera, dictador y militar español (n. 1870).
- 1935: John James Rickard Macleod, médico británico, premio Nobel de Medicina en 1923 (n. 1876).
- 1935: Aron Nimzowitsch, ajedrecista danés de origen letón (n. 1886).
- 1940: Selma Lagerlöf, escritora sueca, premio Nobel de Literatura en 1909 (n. 1858).
- 1942: Alexander von Zemlinsky, compositor austriaco (n. 1872).
- 1942: Rosalío Hernández, militar mexicano (n. 1861).
- 1950: Claverol (Enrique Claverol Estrada), cantante asturiano de tonada, miembro del grupo Los Cuatro Ases (n. 1892).
- 1950: Gregori Maksímov, anarcosindicalista ruso (n. 1893).
- 1955: Luis de Liechtenstein, aristócrata austriaco (n. 1869).
- 1955: Nicolas de Staël, pintor francorruso (n. 1914).
- 1957: Constantin Brancusi, escultor rumano (n. 1876).
- 1959: António Botto, poeta portugués (n. 1897).
- 1961: Václav Talich, director de orquesta y músico checo (n. 1883).
- 1963: sir William Beveridge, economista británico (n. 1879).
- 1964: Lino Enea Spilimbergo, artista argentino (n. 1896).
- 1968: Gunnar Ekelöf, poeta y escritor sueco (n. 1907).
- 1969: Néstor Chávez, beisbolista venezolano (n. 1947).
- 1970: Tammi Terrell, cantante estadounidense (n. 1945).
- 1971: Bebe Daniels, actriz estadounidense (n. 1901).
- 1973: José Gorostiza, poeta mexicano (n. 1901).
- 1975: T-Bone Walker, cantante estadounidense (n. 1910).
- 1977: Kamal Jumblatt, líder de los drusos libaneses (n. 1917).
- 1978: Renny Ottolina, cineasta, candidato presidencial y presentador de la TV venezolana (n. 1928).
- 1979: Jean Monnet, economista francés (n. 1888).
- 1979: Carmen de Icaza, periodista y escritora española (n. 1889).
- 1980: Tamara de Lempicka, pintora polaca (n. 1898).
- 1980: José Guadalupe Zuno, político mexicano (n. 1891).
- 1983: Freda Dudley Ward, aristócrata británica, amante del rey Eduardo VIII (n. 1894).
- 1984: Yamaguchi Kayo, pintor japonés (n. 1899).
- 1987: Juan Gómez Millas, docente chileno, rector de la Universidad de Chile (n. 1900).
- 1991: George Rowland Stanley Baring, banquero y diplomático británico (n. 1918).
- 1994: Francisco Bonilla Martí, obstetra y ginecólogo español (n. 1911).
- 1995: Heinrich Sutermeister, compositor suizo de ópera (n. 1910).
- 1996: Charlie Barnett, actor y comediante estadounidense (n. 1954).
- 1998: Derek Harold Richard Barton, químico británico, premio Nobel de Química en 1969 (n. 1918).
- 2003: Lawrence Hugh Aller, astrónomo estadounidense (n. 1913).
- 2003: Rachel Corrie, activista estadounidense (n. 1979).
- 2003: Eduardo Boza Masvidal, religioso cubano (n. 1915).
- 2003: Lothar Koch, músico alemán (n. 1935).
- 2005: José Vento Ruiz, pintor español (n. 1925).
- 2006: José Noriega, cantante español de tonada (n. 1920).
- 2008: Philippe Pinchemel, geógrafo francés (n. 1923).
- 2010: José Vidal-Beneyto, filósofo, sociólogo y politólogo español (n. 1926).
- 2011: Josefina Aldecoa, escritora española (n. 1926).
- 2011: Francisco Olaya Morales, historiador y anarquista español (n. 1923).
- 2013: José Alfredo Martínez de Hoz, economista argentino (n. 1925).
- 2015: Lev Kuznetsov, esgrimista ruso (n. 1930).
- 2019: Alan B. Krueger, economista estadounidense (n. 1960).
- 2020: Stuart Whitman, actor estadounidense (n. 1928).
- 2023: Enrique Symns, periodista, escritor y actor de teatro argentino (n. 1945).

## Celebraciones

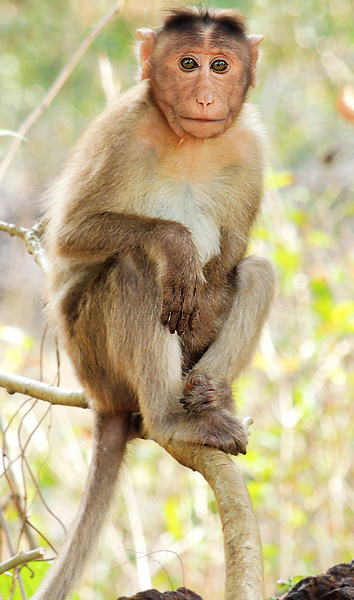
Día Internacional del Macaco.

- Día Internacional del Macaco.[6]
Muchas especies de esta clase de primates están en peligro de extinción y esto es lo que hace que este día sea tan importante.

 Por países
(Por orden alfabético)
- Argentina: 
  -  Misiones: 
    -  Aniversario del Club Deportivo Jorge Gibson Brown.[7]
Fundación: 16 de marzo de 1916 (109 años) en Posadas.[8]

- Ecuador: 
  - Día del Baloncesto Ecuatoriano.[9]
Se conmemora a la exjugadora de la selección ecuatoriana de baloncesto femenino, Vanessa Ochoa Ochoa, quien falleció en un accidente acuático. El baloncesto se empezó a practicar en Ecuador en 1912. En la actualidad, la Liga Ecuatoriana de Baloncesto Profesional conocido como su acrónimo Liga BásquetPro es el torneo más importante del baloncesto ecuatoriano de carácter profesional de ese país.

- Estados Unidos: 
  - Día Nacional del Oso Panda.[10]
(en inglés: National Panda Day).
  - Día Nacional de la Vacunación.[11]
(en inglés: National Vaccination Day).
  - Día de la Libertad de Información.[12]
(en inglés: Freedom of Information Day).
  - Día de la Prensa Afroestadounidense.[13]
(en inglés: Black Press Day).
  - Día Nacional de la Alcachofa.[14]
(en inglés: National Artichoke Day).
  - Día de Todo lo Que Haces Está Bien.[15]
(en inglés: Everything You Do is Right Day).
  - Día de Apreciación de los Labios.[16]
(en inglés: Lips Appreciation Day).
  - Día de Saint Urho.[17]
(en inglés: St. Urho's Day).
  - Día Nacional de los Amantes de los Rizos.[18]
(en inglés: National Curl Crush Day).
  - Día Sin Selfies.[19]
(en inglés: No Selfies Day).
  - Día de Robert Goddard.[20]
(en inglés: Robert Goddard Day).

### Santoral católico

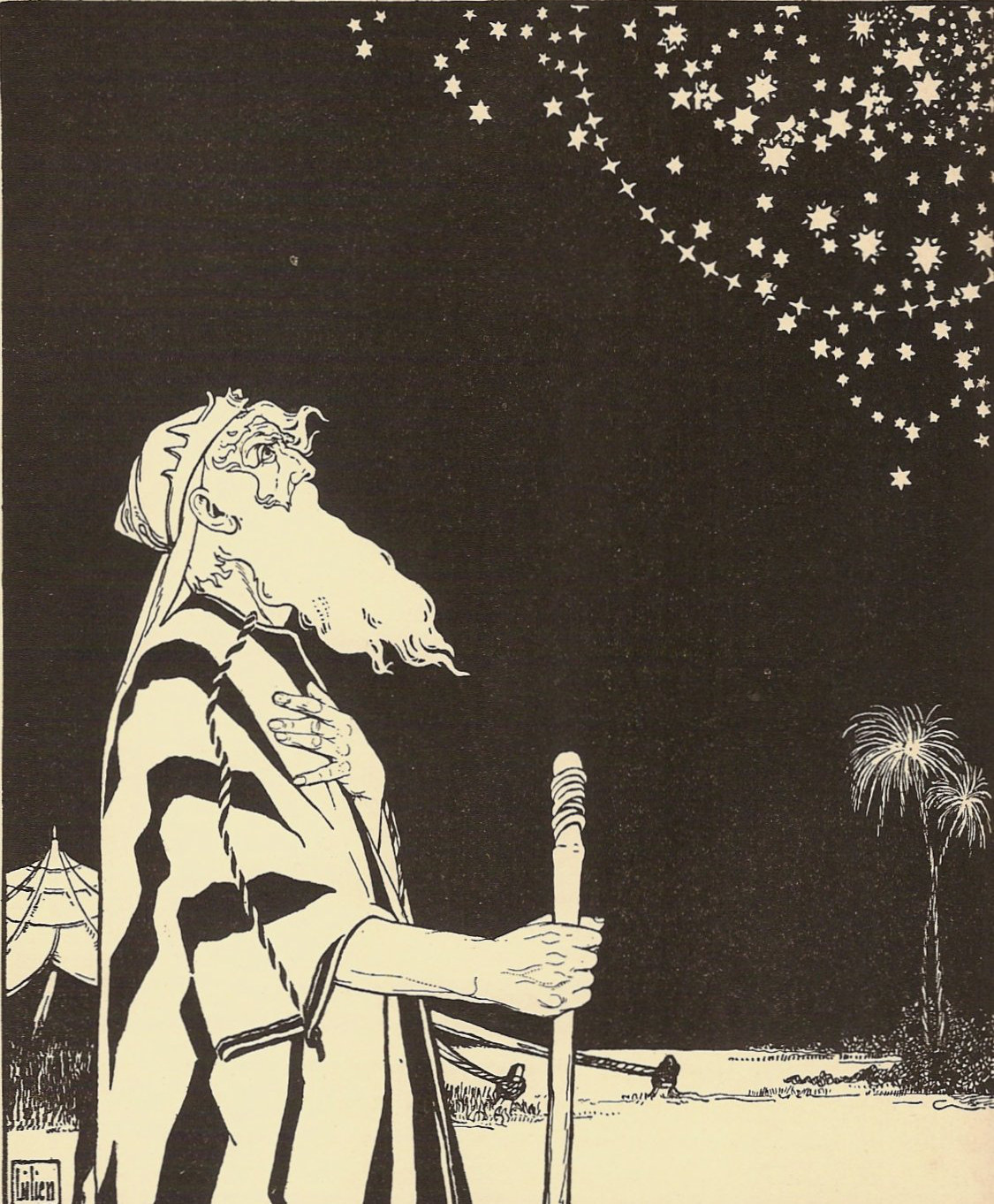
Abraham contempla las estrellas, por Lilien, 1908.

- Festejo del día: Santo Patriarca Abraham.[22](imagen ilustrativa).
- Santos Hilario y Taciano de Aquileia, mártires.
- San Papas de Seleucia, (s. IV).[22]
- San Julián de Anazarbo, (s. IV).[22]
- Santa Eusebia de Hamay, abadesa (f. c. 680).[22]
- San Heriberto de Colonia, obispo (f. 1021).[22]
- Beato Juan Sordi o Cacciafronte,[22]obispo y mártir (f. 1181).
- Beatos Juan Amias y Roberto Dalby, presbíteros y mártires (f. 1589).
- San Juan de Brébeuf, presbítero (f. 1649).

 Por países
(Por orden alfabético)
- Argentina: 
  - Día del Cura Brochero.[23]Rev. P. José Gabriel del Rosario Brochero.
Conocido popularmente como el Cura Brochero o el Cura gaucho. San José Gabriel del Rosario fue canonizado el 16 de octubre de 2016 por el Papa Francisco, compatriota suyo.